# Zachariáš (prorok)
Zachariáš (hebrejsky זכריה‎, Zecharja; znamená „Jehova si vzpomněl“) je prorok, jenž se narodil v babylonském zajetí, přežil ho a po návratu ze zajetí se významně zasloužil o morální obrodu lidu. Proroku se připisuje autorství knihy Zacharjáš, která je předposlední z dvanácti knih Malých proroků. Kniha proroka představuje jako syna Berechiášova, syna Iddova Za 1, 1 (Kral, ČEP), jehož děd Idó byl prorokem za vlády Šalamounovy.

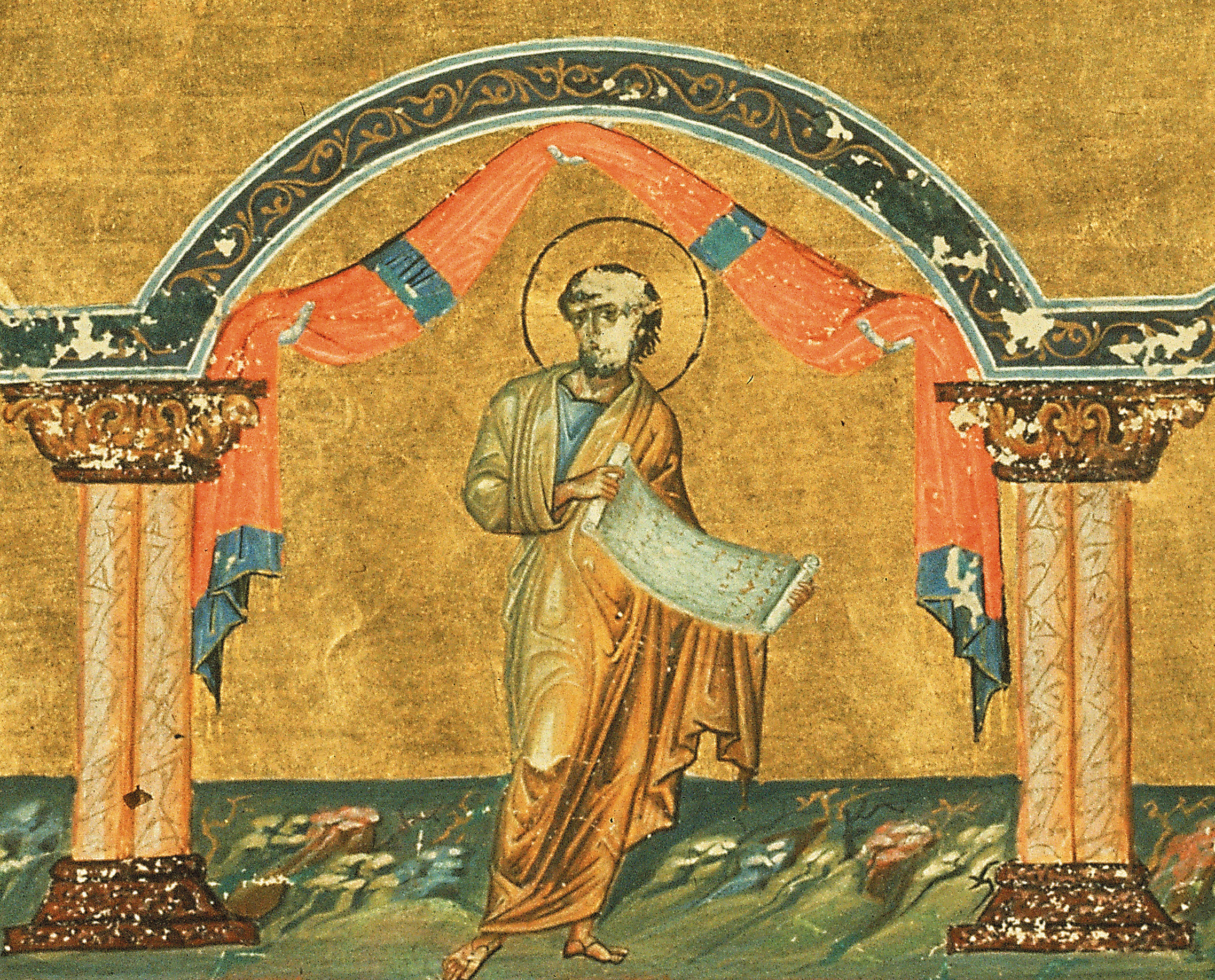
Zachariáš, Menologion Basila II.

Ostatní Šalomounovy skutky jsou, jak známo, od počátku až do konce sepsány ve Slovech proroka Nátana, v Proroctví Achiáše Šíloského a ve Vidění vidoucího Ida o Jeroboámovi, synu Nebatovu. 2Pa 9, 29 (Kral, ČEP), B21.
Na jiných místech Bible je Zachariáš zmíněn jako „syn Idův“ Ezd 5, 1 (Kral, ČEP), Ezd 6, 14 (Kral, ČEP), pravděpodobnější však je, že byl spíše jeho vnuk. Za 1, 1 (Kral, ČEP). Svátek proroka Zachariáše se slaví podle pravoslavného juliánského kalendáře 8. února a podle římskokatolického gregoriánského kalendáře 6. září.

## Život
Jeho prorocká kariéra začala pravděpodobně ve druhém roce vlády Dareia Velikého, krále Achaimenovské říše. Jeho největší starostí byla úspěšná stavba Druhého chrámu. Narodil se zřejmě v Babylonu a do Jeruzaléma přišel krátce před Kýrovým dekretem.
Prorok Zachariáš je zmíněn v Novém zákoně jako ten, kterého zabili mezi oltářem a svatyní Lk 11, 51 (Kral, ČEP), a jenž byl synem Barachiáše Mt 23, 35 (Kral, ČEP). Stejně jako proroci Jeremiáš Jer 1, 1 (Kral, ČEP) a Ezechiel Ez 1, 3 (Kral, ČEP) patřil i Zachariáš ke kněžskému rodu. Svatý Cyril Alexandrijský výslovně nazývá Zachariáše „pocházejícím z kněžské krve, to znamená z kmene Lévi“. Zachariáš byl hlavou kněžského rodu, funkci zdědil po svém dědečkovi Iddovi za velekněze Joachima, syna Ježíšova (Ješua). Neh 12, 10 (Kral, ČEP), Neh 12, 16 (Kral, ČEP)

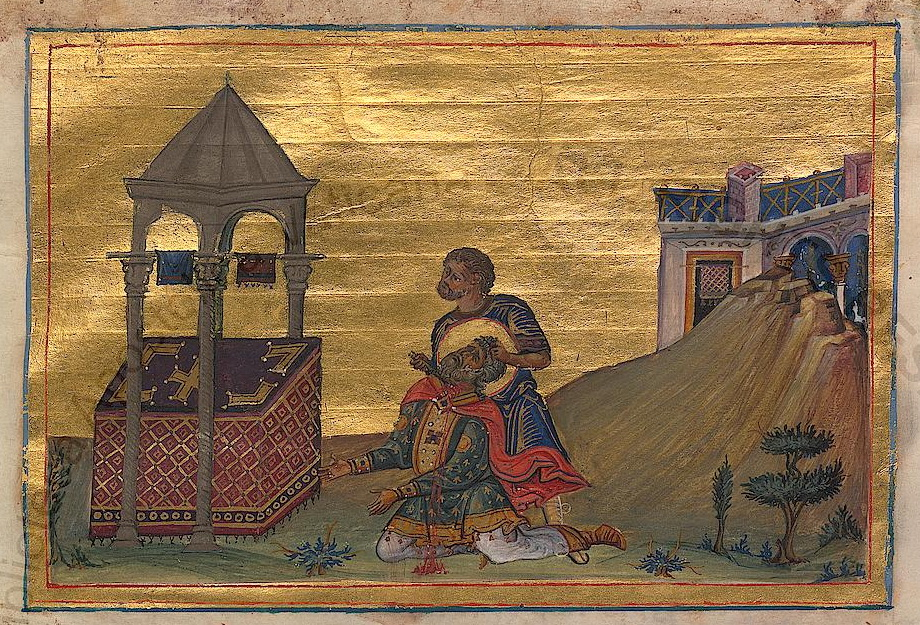
Zabití Zachariáše, Menologion Basila II.

První zaznamenané Zachariášovo proroctví pochází z druhého roku vlády Hystaspa. Na základě záznamů proroka Ezdráše Ezd 5, 1-2 (Kral, ČEP) však lze předpokládat, že do prorocké služby vstoupil již před touto dobou, neboť přistěhovalci z Babylonu právě na základě prorockých výzev Agea a Zachariáše přistoupili k obnově chrámu. Zachariáš byl současníkem proroka Aggea ,  Zerubábela a velekněze Ješua; přežil posledně jmenovaného a pod vedením svého syna Joachima stál v čele jeho kněžské linie.

## O prorocích
Proroci jsou tlumočníci Božího slova, jejich zápisy jsou mnohdy krátké úryvky, jejichž vzájemné spojení je volné. Proroctví jsou psána ve veršované formě, verše jsou rytmické a bohaté na básnické obrazy. "Toto praví Hospodin" se často objevuje v úvodu prorockého zápisu a v závěru: "... je výrok Hospodinův". Bůh proroky inspiroval a oni mluví, tlumočí jeho slovo národu. Způsob, jakým Bůh hovořil se svými proroky, patří k tajemství setkávání tvora se svým Stvořitelem – k nadpřirozené mystice. Proroci popisují svá povolání i své vize (Iz 6; Jer 1,11-19; Ez 1-6; Am 7-8; Za 1-6). Boží poselství vidí někdy reálně (Iz 6), jindy prostřednictvím symbolů (Am 7-8) nebo je musí vyčíst z konkrétní události (Jer 18). Jsou si však jisti, že jejich prostřednictvím mluví Bůh, a to jim dává sílu a odvahu (Iz 50,4-8; Jer 1,17-19; 20,7-12 atd.). Proroci poselství tlumočili skrze kázání (Jer 7,1-15), symbolické úkony (Iz 20; Jer 13,19; Ez 4-5) a zapisováním (Jer 36). Prorok je člověk povolaný, nevybral si, ale byl vybrán (Am 7,10-17) a jeho osud je spjat se slovem, které hlásá. 

## Kniha
První proroctví se váže k roku 520 př.Kr. Za 7, 1 (Kral, ČEP). Zachariášova kniha se skládá ze 14 kapitol. Tato kniha je ze všech knih Starého zákona nejvíce mesiášská, apokalyptická a eschatologická. Právě pro své jasné mesiášské předpovědi (zejména 3. kapitola, která výslovně zmiňuje Ježíšovo jméno jako konečného soudce) je tato kniha hojně citována novozákonními autory. Odhaduje se, že v Novém zákoně je více než 40 odkazů a narážek na tohoto proroka. V 9. kapitole např. předpovídá vjezd Ježíše Krista (tj. Mesiáše) do Jeruzaléma  :
Rozjásej se, sijónská dcero, dcero jeruzalémská, propukni v hlahol! Hle, přichází k tobě tvůj král, spravedlivý a zachráněný, pokořený, jede na oslu, na oslátku, osličím mláděti. Za 9, 9 (Kral, ČEP)

Prorok ve svých proroctvích podává vizi duchovně obrozeného Jeruzaléma, ve kterém bude vládnout král Mesiáš, a vyzývá ke skromnosti a mravní čistotě.  Zachariáš zdůrazňuje nekonečnou moc a milost Boží, která obnoví svou vládu v Jeruzalémě ne mocí ani silou, ale svým Duchem. Za 4, 6 (Kral, ČEP) 

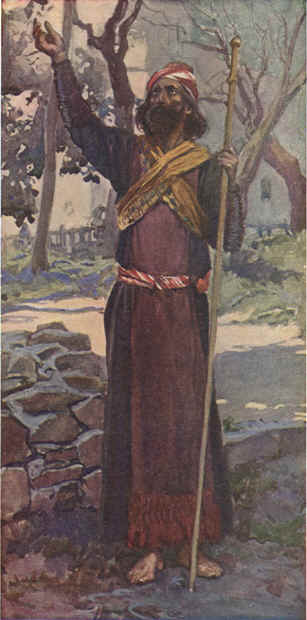
Zachariáš, James Tissot
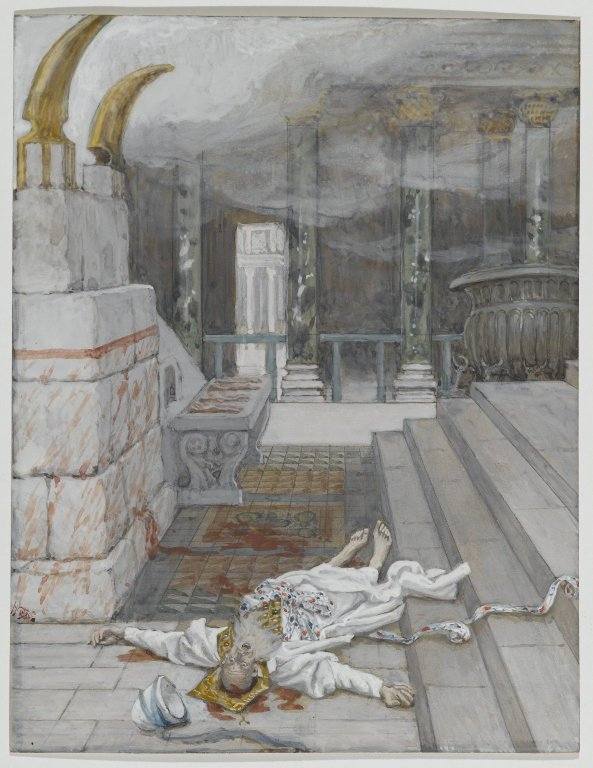
Zachariáš zabit mezi chrámem a oltářem, James Tissot
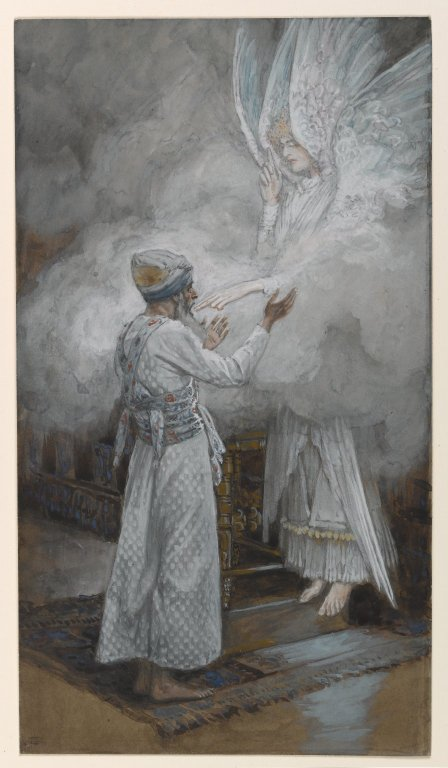
Vidění Zachariášovo, James Tissot
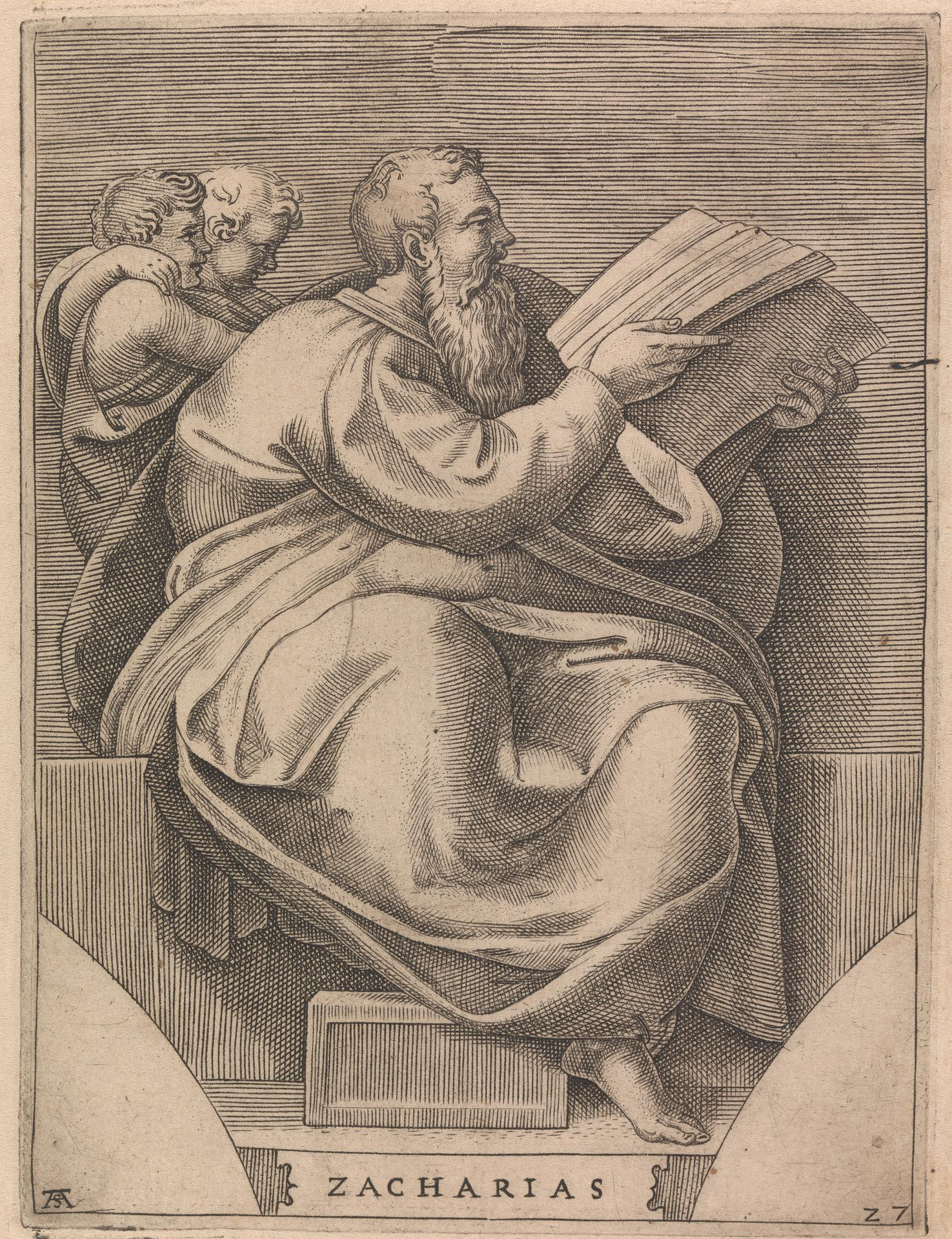
Prorok Zachariáš, Adamo Scultori
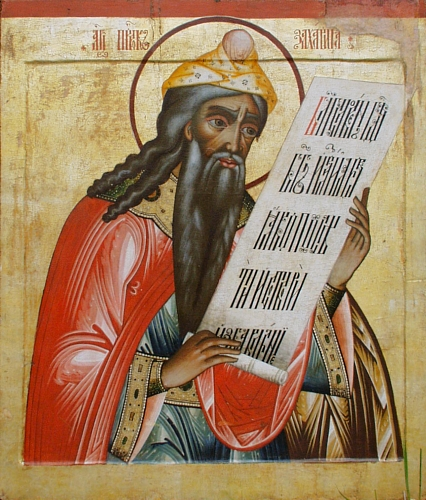
Ruská ikona Zachariáše, jenž drží svitek s počátečními slovy Benedictus (18. století, chrám Záštity Přesvaté Bohorodice, Kiži, Rusko)
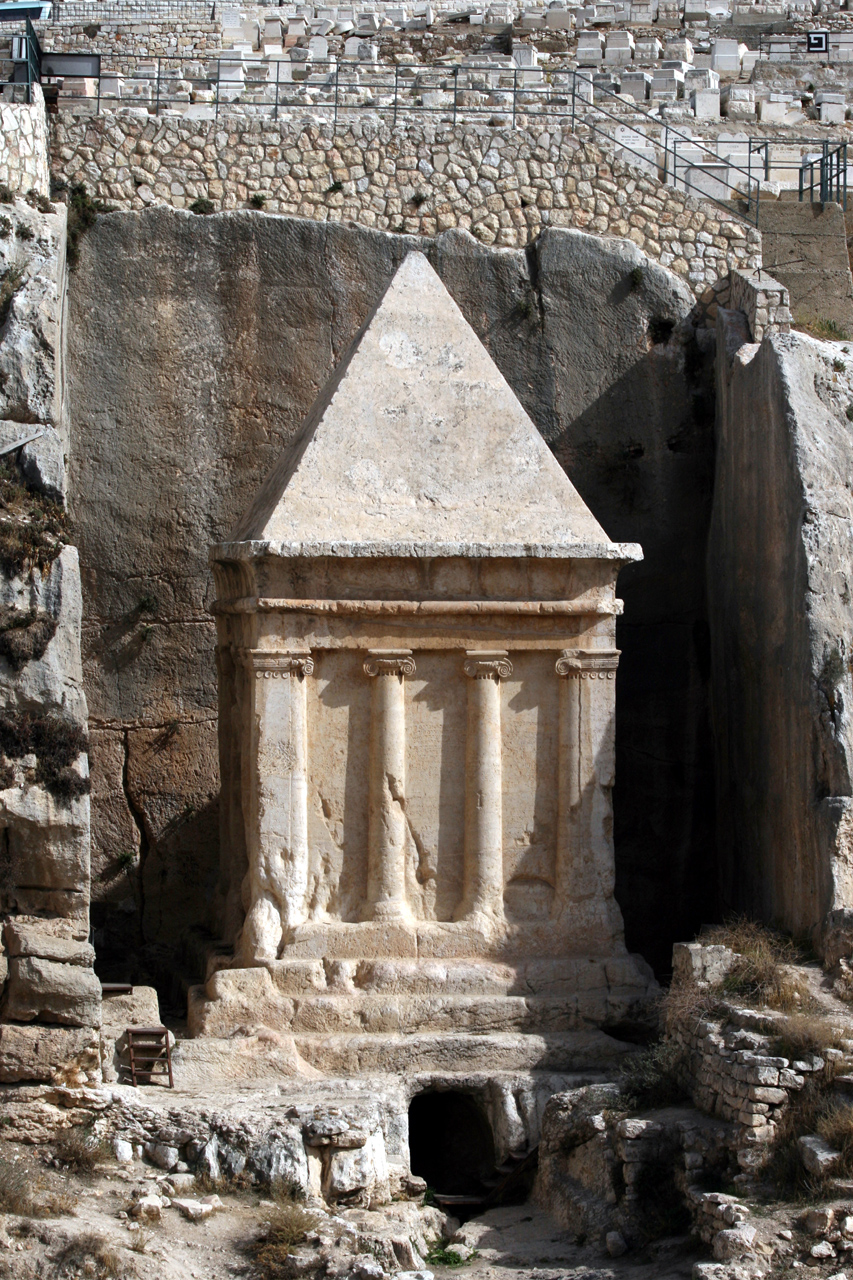
Hrobka Zachariáše, Jeruzalém, Olivová hora
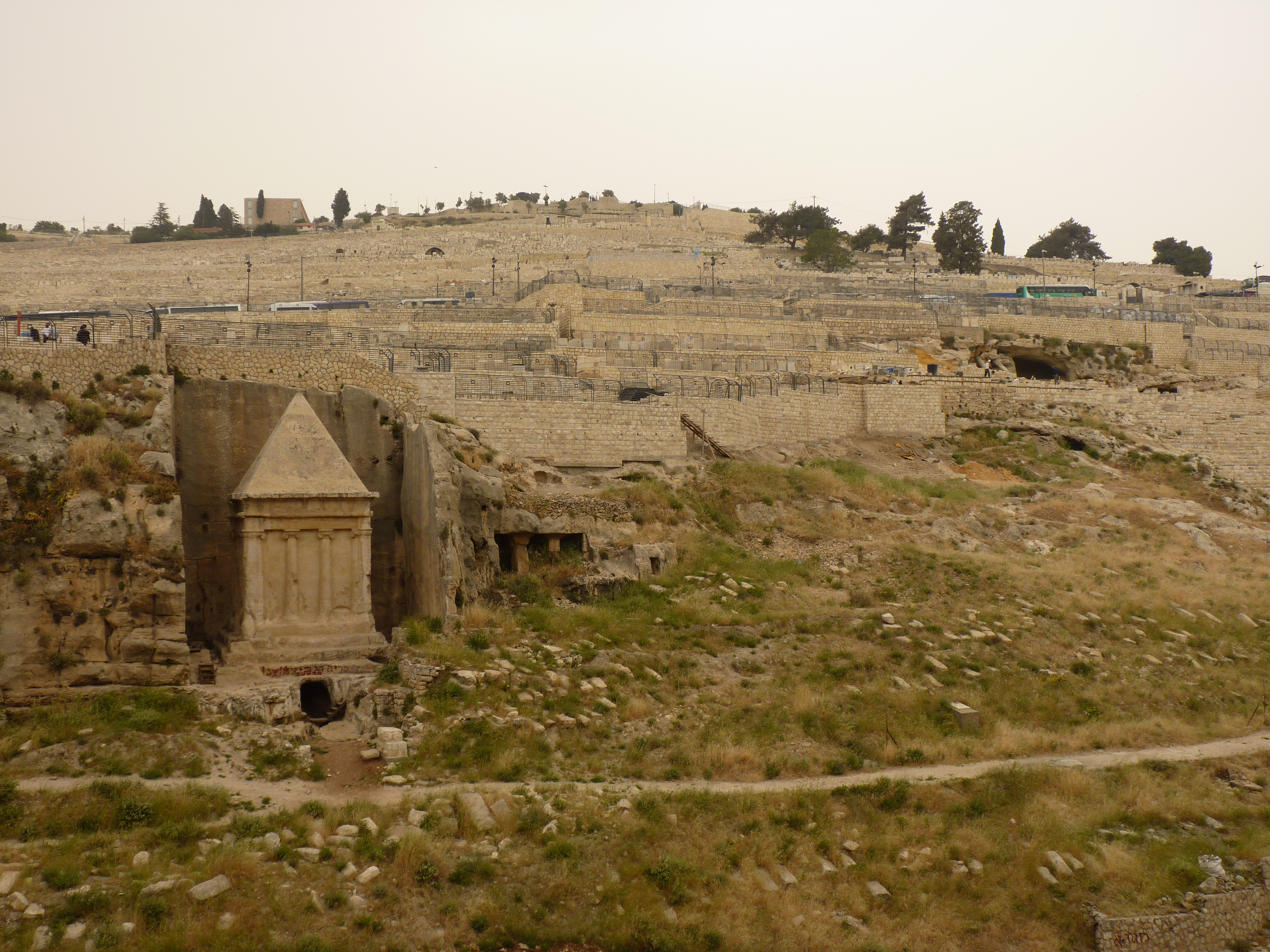
Hrobka Zachariáše, Olivová hora, Jeruzalém
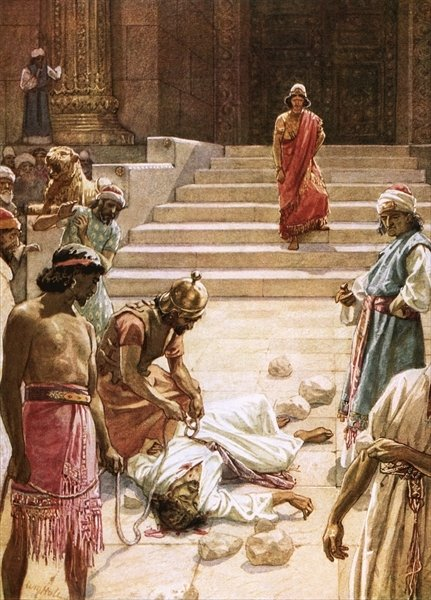
Zabití Zachariáše, William Hole